# Siphonophora socialis
Siphonophora socialis är en mångfotingart som beskrevs av Carl 1926. Siphonophora socialis ingår i släktet Siphonophora och familjen Siphonophoridae. Inga underarter finns listade i Catalogue of Life.